# Universidade do Estado de Minas Gerais
De Staatsuniversiteit van Minas Gerais (Portugees: Universidade do Estado de Minas Gerais) is een universiteit in de Braziliaanse stad Belo Horizonte. De universiteit werd opgericht in 1989.